# Tarema
Tarema (лат.) — род бабочек из семейства Mimallonidae. Неотропика.

## Описание
Мелкого размера бабочки. Отличаются седоватой окраской из-за обильного количества светло-серых чешуек, присутствующих на всем протяжении крыльев и тела. Представители Tarema похожи на виды рода Alheita, особенно по небольшому размеру бабочек обоих родов и постмедиальной лунулы. Тем не менее, вентральная поверхность Tarema не так четко выделена пятнами из-за наличия постмедиальных линий и светло-серых чешуек. Род был впервые выделен в 1896 году американским энтомологом Уильямом Шаусом. Валидный статус таксона был подтверждён в ходе ревизии в 2019 году американскими лепидоптерологами Райаном Александером Ст. Лаурентом (Ryan A. St. Laurent, Cornell University, Department of Entomology, Итака, США) и Акито Кавахарой (Akito Y. Kawahara, University of Florida, Гейнсвилл, Флорида).
- Tarema bruna  St Laurent, Herbin, & C. Mielke, 2017 (Бразилия: São Paulo)[4]
- Tarema fuscosa  Jones, 1908 (Бразилия: Paraná)
- Tarema rivara  Schaus, 1896 (Бразилия: São Paulo)
- Tarema macarina  Schaus, 1928 (Бразилия: São Paulo)